# Jean-Denis Le Doyen
Jean Denis Le Doyen, né le 26 septembre 1751 à Liège (Principauté de Liège), mort le 16 mai 1802 à Le-Cap-Français (Saint-Domingue), est un général de brigade de la Révolution française.

## États de service
Il entre en service le 15 janvier 1765, comme volontaire dans le corps des carabiniers, et le 16 mars 1768, il est enrôlé dans le régiment de Dauphiné-infanterie. Il participe à la campagne en Corse en 1769. Il passe caporal le 1er juin 1770, sergent le 1er septembre 1772, fourrier le 21 avril 1775, sergent major de chasseurs le 21 juin 1776, et il est congédié le 1er novembre 1778. Le 20 juin 1779, il est sous-lieutenant au bataillon de garnison du Royal-infanterie, et le 26 mars 1780, il devient gendarme dans la compagnie de la Reine.
Le 28 décembre 1783, il est nommé quartier-maitre du régiment Colonel-général des hussards, lieutenant le 1er avril 1791, capitaine le 7 avril 1792, et aide de camp du général Sheldon le 1er juillet 1792. Le 3 novembre 1792, il est élevé au grade d'adjudant-général lieutenant-colonel, et le 12 avril 1793 il est fait chef de brigade. Il est promu général de brigade provisoire à l’armée des Alpes le 21 juin 1793, et le 7 octobre suivant il est suspendu de ses fonctions.
Relevé de sa suspension le 3 décembre 1794, il est confirmé dans son grade le 11 avril 1795. De nouveau suspendu le 25 octobre 1795, il est réintégré le 19 novembre suivant. Le 19 décembre 1795, il est commandant à Luxembourg, et le 4 mai 1796, il est envoyé à l’armée des Alpes comme chef de l’état-major. Le 22 septembre 1797, il prend le commandement du département des Hautes-Alpes, qu’il quitte le 11 février 1798. Il est admis au traitement de réforme le 8 mai 1798.
Le 6 avril 1799, il est remis en activité à l’armée d’Italie, et le 7 février 1800, il assure la fonction d’inspecteur aux revues. Le 29 octobre 1801, il est désigné pour faire partie de l’armée de Saint-Domingue.
Il meurt de la fièvre jaune le 16 mai 1802 au Cap Français.

## Sources
- (en) « Generals Who Served in the French Army during the Period 1789 - 1814: Eberle to Exelmans »
- Thierry Pouliquen, « Les généraux français et étrangers ayant servis [sic] dans la Grande Armée » (consulté le 3 avril 2014)
- Étienne Charavay, Correspondance général de Carnot, tome 3, imprimerie Nationale, 1897, p. 509
- Docteur Robinet, Jean-François Eugène et J. Le Chapelain, Dictionnaire historique et biographique de la révolution et de l'empire, 1789-1815, volume 2, Librairie Historique de la révolution et de l’empire, 886 p. (lire en ligne), p. 377.
- Pamphile vicomte de Lacroix, La Révolution de Haïti, 1819, p. 490
- (pl) « Napoléon.org.pl »